# Complejo fronterizo Chacalluta
El complejo fronterizo Chacalluta es un edificio ubicado en el lado chileno de la frontera entre Chile y Perú. Se encuentra en el «kilómetro 2092» de la ruta 5 Panamericana (se denomina coloquialmente de esta forma, debido a que la distancia entre Santiago y Tacna es 2092 kilómetros), 22 km al norte de Arica (calculado desde el centro de la ciudad) y a unos 30 km al sur de la ciudad peruana de Tacna. Su distancia de la frontera chileno-peruana es menor a 1 km. Es dependiente de la aduana de Arica.

## Características
Los organismos presentes en el recinto son el Servicio Nacional de Aduanas, la Policía de Investigaciones, el Servicio Agrícola y Ganadero (SAG) y Carabineros. El primer Coordinador fue Adolfo Sánchez Sánchez.
Es el complejo fronterizo más transitado de todo Chile,[cita requerida] con un paso diario aproximado de 5000 personas. En fines de semana o días festivos, esta cifra se incrementa, llegando en ocasiones hasta las 30 000 personas por día.
Este complejo es utilizado en su gran mayoría por chilenos y peruanos debido al convenio Arica-Tacna, que permite el paso entre ambas ciudades utilizando solamente la cédula nacional de identidad; sin embargo, es usual en fechas de vacaciones encontrar gran tráfico de vehículos argentinos, bolivianos y brasileños.
Producto de la pandemia de COVID-19, el gobierno chileno dispuso el cierre de todas las fronteras terrestres, lo que incluyó el cierre del complejo fronterizo Chacalluta a partir del 18 de marzo de 2020. El paso fronterizo fue reabierto el 1 de diciembre de 2021.

## Información importante para el viajero
Debido a la gran cantidad de tráfico que circula por este complejo, se requiere para su paso la utilización de un documento denominado relación de pasajeros. A diferencia de otros pasos fronterizos, en que simplemente los documentos de los pasajeros y del vehículo son suficientes para pasar, sin la relación de pasajeros no será posible pasar hacia ninguno de los dos países por este control fronterizo.[cita requerida]